# Coryacris angustipennis
Coryacris angustipennis är en insektsart som först beskrevs av Bruner, L. 1900.  Coryacris angustipennis ingår i släktet Coryacris och familjen Romaleidae. Inga underarter finns listade i Catalogue of Life.